# Sérieux comme le plaisir
Sérieux comme le plaisir (wörtlich übersetzt: „ernsthaft wie das Vergnügen“) ist ein französischer Film von Robert Benayoun aus dem Jahr 1975.

## Handlung
Ariane, Bruno und Patrice sind verliebt. Bruno ist Korrektor und stellvertretender Direktor in einem Verlag, Patrice ist Ideengeber für eine Werbeagentur. Ariane ist Gastgeberin in einer Galerie für moderne Kunst. Ihre Lieblingsbeschäftigung ist Sex zu dritt. Im Sommer beschließen sie, die Straßen Frankreichs nach dem Zufallsprinzip zu bereisen und ihre Ménage à trois während dieser auf die Probe zu stellen. Patrice kauft ein gebrauchtes Auto für die Fahrt, aber ihm wird vom Verkäufer vorhergesagt, dass es ernsthafte Pannen geben wird. Von da an beginnt das Abenteuer, abhängig von der Art der Begegnungen. Die drei Freunde stoßen auf ungewöhnliche Menschen: Ein Liebhaber wartet mitten auf der Straße auf einen Fremden, der sich mit ihm verabredet hat; ein verzweifelter Mann, der am Straßenrand liegt, erzählt ihnen seine persönliche Version des Todes Christi.
In einem kleinen Hotel, in dem sie übernachten, finden die drei Freunde den Inspektor Fournier, der gekommen war, um Brunos Verlag zu beschlagnahmen: Der Polizist verliert allmählich das Gefühl seiner eigenen Identität und trifft mit seinem Ebenbild sich selbst als Doppelgänger. Am nächsten Tag werden Bruno, Ariane und Patrice durch die Bande einer fiktiven Ehe vereint. Sie treffen eine Dame in Weiß, die um ihren Ehemann trauert: einen schwarzen Mann. Die drei jungen Leute bringen schließlich Äpfel auf einem toten Baum an, um ihn wieder zum Leben zu erwecken. In einem in ein Hotel umgestalteten Schloss wecken sie die Begierde mehrerer Gäste. Ariane, verführt von einem mysteriösen Magier, lässt ihre beiden Liebhaber für eine Weile allein. Aber das Trio findet wieder zusammen.

## Musik
Die Musik des Films wurde von Michel Berger komponiert, es singen Michel Berger und France Gall.